# Pardosa medialis
Pardosa medialis är en spindelart som beskrevs av Banks 1898. Pardosa medialis ingår i släktet Pardosa och familjen vargspindlar. Inga underarter finns listade i Catalogue of Life.